# SIG SAUER P365
SIG SAUER P365とは、SIG・ザウエル&ゾーン社のアメリカ合衆国現地法人SIG SAUER社が設計した自動拳銃である。

## 概要
2017年に発表された個人の護身用や警察など法執行機関のコンシールド（秘匿携行）向けの小型（マイクロコンパクト）自動拳銃である。
撃針はストライカー式、ポリマー製フレーム、スライドはステンレススチールを使用してナイトロン (Nitron) と呼ばれるPVD（物理蒸着法）のコーティングがされている。照門と照星には緑色のトリチウムを使用している。弾薬は強装弾の+P弾も使用できる。
マガジンは10発入りとフィンガーレスト付き12発入りの2種類がある。このマガジンは、上部2発は単列で3発目以後は複列になっている。
2018年1月から販売が始まったが、スライドの閉鎖不良、銃身外面の偏磨耗を指摘するインターネットのレビューがあり、スライドの閉鎖不良には新しいスプリングへの交換、銃身外面の偏磨耗はリリーフカットの追加の対策がとられた。また、照門と照星もSIGLITEからX-RAY3DAY/NIGHTへ変更された。　
2019年1月8日、全米ライフル協会 (NRA) のShooting Illustrated Magazineで、2019 Handgun of the Yearのゴールデンブルズアイを受賞している。また、同年にはスライドと銃身長が延長された'XL'、マニュアルセイフティ付きの'MS'と携帯性重視の'SAS'が追加された。

## 派生型
P365 XL
スライドと銃身長が延長された型で銃身長3.7インチ(94mm）、全長6.6インチ（168mm）、装弾数は12+1発と15+1発（9mmパラベラム弾）、重量20.7オンス（588g）。
P365 MS
マニュアルセイフティ付き。
P365 SAS
携帯性重視のためにフロントサイトが廃止され、リアサイトがメプロライト社製プルズアイに変更されている。またテイクダウンレバーとスライドキャッチが側面から突出しないようになっている。SASは「SIG Anti Snag」の頭文字。
P365-380
2022年2月に発表された.380ACP弾使用型。銃身長3.1インチ(79mm）、全長5.8インチ（150mm）、装弾数は10+1発、重量15.7オンス（450g）。
P365-XMACRO
2022年にXMACROというブランド名で発表された装弾数が増やされた型。銃身長3.1インチ(79mm）、全長6.6インチ（168mm）、装弾数は17+1発、21.5オンス (610g)。
P365-AXG
2023年10月にレギオンのブランド名で発表された派生型。グレー仕上げ、パネル付きグリップモジュール、標準装着されたマグウェルが特徴。 またスライド上に脱着可能なドットサイト用プレートを備えており、3つの17発マガジン(合法的な場合)も付属する。